# Freeboard

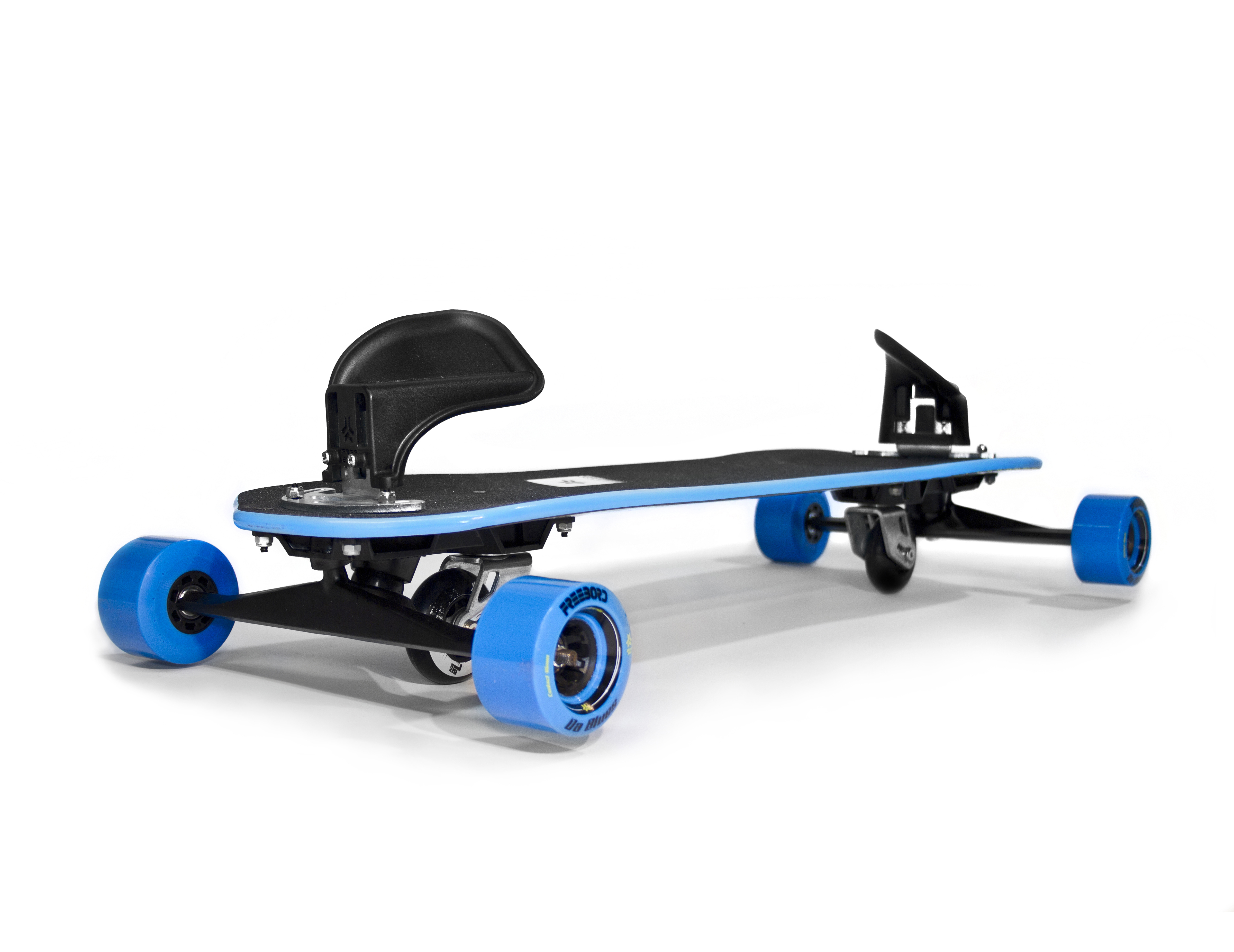
Model z roku 2013

Freeboard – rodzaj deskorolki zaprojektowanej, tak aby możliwie dokładnie odwzorować zachowanie snowboardu. Oprócz czterech standardowych kółek, posiada jeszcze dwa dodatkowe, umieszczone wzdłuż osi deski. Centralne kółka są w stanie obracać się we wszystkich kierunkach, co umożliwia freeboardowi jazdę bokiem. Poprzez wywieranie nacisku na zewnętrzne kółka, freeboarder jest w stanie kontrolować zachowanie deski. W odniesieniu do snowboardu, centralne kółka mają naśladować jego ślizg, a kółka zewnętrzne – krawędzie.
Freeboardy w starszej wersji Alpha były dłuższe (100-112 cm) i były podgięte ku górze na obu końcach (kicktails). Ta seria została w całości zastąpiona nowymi, znacznie lżejszymi i bardziej sterownymi modelami.